# IMAGIN-e
IMAGIN-e (англ. ISS Mounted Accessible Global Imaging Nod-e) — це експериментальний космічний модуль дистанційного зондування Землі, встановлений на зовнішній платформі Bartolomeo, приєднаній до європейського модуля Columbus на Міжнародній космічній станції (МКС). Модуль призначений для демонстрації можливостей onboard edge computing — обробки даних безпосередньо на борту космічного апарата, без потреби передавання зображень на Землю для подальшої обробки.
1. ↑  IMAGIN-e Space Edge Computing demonstration payload reached the International Space Station to gather unmatched Earth observation insights. www.thalesgroup.com. Процитовано 2 липня 2025.

1. ↑  D. Mousist, Alejandro (2025). Real‑Time Blind Defocus Deblurring for Earth Observation: The IMAGIN‑e Mission Approach. arXiv:2505.22128. This work describes a blind deblurring approach running directly aboard the IMAGIN-e payload on the ISS, demonstrating onboard edge computing for Earth observation. {{cite arXiv}}: Вказано більш, ніж один |author= та |last= (довідка); Проігноровано невідомий параметр |access-date= (довідка); Проігноровано невідомий параметр |archiveprefix= (довідка); Проігноровано невідомий параметр |primaryclass= (довідка); Проігноровано невідомий параметр |url= (довідка)